# X射線營地 (電影)
是2014年的美國獨立劇情片，根據關塔那摩灣拘押中心的X射線營地拘留設施拍攝。電影是由彼得·薩特勒（Peter Sattler）編導，克莉絲汀·史都華、佩曼·莫阿迪（Peyman Moaadi）主演，約翰·卡羅爾·林奇、約瑟朱利安·索里亞，及萊恩·加里森參演。
電影以美國戲劇競賽組別於2014年1月17日在聖丹斯電影節2014上映，並於2014年10月17日由IFC電影公司發布。

## 內容
電影開始時，電視上正播放著911事件，當時居於不來梅的突尼斯人阿里·阿米爾（彼得·薩特勒 飾）剛回家並開始進行禮拜儀式時被綁架，並帶到關塔那摩灣拘押中心，特別的德爾塔營（Camp Delta）。
8年後，陸軍一等士兵艾美·可兒 （克莉絲汀·史都華 飾）被派往關塔那摩灣拘押中心駐守。抵達後，她到初始反應部隊當志願者，儘管她鄙視對待拘留者的設施，但她需要對拘留者表現冷漠。艾美在營地逗留期間，阿里立即注意到她，阿里對她不斷提問，艾米對此感到惱火，不勝其煩，繼而忽略他，導致阿里有一天憤怒地向她潑糞。有一晚，艾美幾乎與下士蘭迪·蘭斯德爾（萊恩·加里森 飾）發生關係，他對艾美有意，但他過於激進的行為使艾美感到反感而離開。

另一天，阿里為了之前的行為接受紀律處分，艾美留意到阿里的檔案中有防止自殺的小冊子，發現他曾有自我傷害及紀律處分的記錄，並隨著時間的過去變得越來越暴力。在拘押中心設有書本借閱服務，阿里對《哈利波特》系列有興趣，但他始終找不到系列的最後一冊—《哈利波特－死神的聖物》，那是他一直要求的，可惜希望一直落空，艾美跟阿里開始有著一種類似於朋友關係形式的互動。
8個月後，蘭迪騙艾美要看著阿里淋浴，違反了標準程序及阿拉伯社會的規範。艾美發現後，向她的指揮官，詹姆斯·德拉蒙德上校（John Carroll Lynch 飾），告發他的行為。德拉蒙德上校告知蘭迪作出反指控，以及士兵必須出席調查委員會（後來沒有交待）。在接近艾美於那裡服役尾聲的一晚，阿里拿出他藏於可蘭經的刀片試圖自殺，但最終被艾美說服，她把自己的真實姓名和來自的地方告訴他（這違反了標準程序）。在這一點上，很顯然她對拘留者的感覺軟化了，這可能由於艾美對阿里可能會死感到痛心。當她離開關塔那摩拘押中心時，她的淚水奪眶而出。
艾美離開後，阿里終於發現了《哈利波特－死神的聖物》，這是他超過兩年來一直要求並希望能閱讀的書，讓他對將來重拾希望，更發現艾美留下的訊息。

## 演員
- 克莉絲汀·史都華 飾 艾美·可兒 士兵[4]
- 彼得·薩特勒 飾 阿里·阿米爾 [5]
- Julia Duffy 飾 貝蒂·可兒
- 約翰·卡羅爾·林奇 飾 詹姆斯·德拉蒙德上校
- Lane Garrison 飾 蘭迪·蘭斯德爾下士
- Joseph Julian Soria 飾 黎各·克魯茲  士兵
- Tara Holt 飾 瑪莉·溫特斯 士兵
- Ser'Darius Blain 飾 PFC 雷蒙德·傑克遜 士兵
- Cory Michael Smith 飾 伯根 士兵
- Mark Naji 飾 拘留者 #1
- Anoop Simon 飾 拘留者 #2
- Robert Tarpinian 飾 拘留者 #3
- Yousuf Azami 飾 怒漢
- Marco Khan 飾 馬哈茂德
- Kyle Bornheimer 飾 夜間主管 C.O.
- Nawal Bengholam 飾 新聞主播
- LaDell Preston as IRF #1
- Daniel Leavitt as IRF #2

## 製作
2014年2月6日，IFC電影公司宣布收購得到電影於北美的播放權。流星LLC收購了電影於阿拉伯聯合酋長國分發電影的權利。EDGE 娛樂將會在丹麥、芬蘭、挪威及瑞典分發電影的權利。這部影片於2014年10月30日於黎巴嫩及伊拉克分發及上映。

### 拍攝
X射線營地攝於加利福尼亞州洛杉磯及惠提爾。主要的拍攝在2013年7月17日，並於8月中結束。拍攝監獄場景的地點是加州惠蒂爾荒廢的弗雷德.C.尼爾斯青年懲教設施。

## 宣傳及營銷
電影在2013年夏末到了後期製作。特別效果由Comen VFX製作。2013年12月5日，公司宣布電影將以美國戲劇競賽組別，於1月17日在聖丹斯電影節上映。在2014年7月3日，發放了10張電影的新劇照。IFC電影公司於2014年8月8日在YouTube頻道發布了官方預告片。
《X射線營地》因為含有粗言及短暫的裸露影像而被美國電影協會評為R級別。電影於2014年10月17日在被選的戲院及視頻點播服務上映，包括iTunes電影及Amazon.com視頻。此電影也被大西洋電影節、多維爾美國電影節、倫敦影展、阿布扎比電影節、萊頓國際電影節、霍夫國際電影節，及斯德哥爾摩電影節上映。
X射線營地於2014年10月6日於紐約市有個特別放映。

## 原聲大碟
《X射線營地》的原聲大碟包括了The Antlers的《Kettering》。 Aquilo的歌曲《You There》加插於電影預告當中，由在IFC電影公司發布。
潔西·斯特魯普的原創配樂於2014年10月14日透過iTunes發布。